# Wollstonecraft (cràter)
Wollstonecraft és un cràter d'impacte en el planeta Venus de 44,1 km de diàmetre. Porta el nom de Mary Wollstonecraft (1759-1797), escriptora anglesa, i el seu nom va ser aprovat per la Unió Astronòmica Internacional el 1994.